# حجازة بحري
قرية حجازة بحري هي إحدى القرى التابعة لمركز قوص في محافظة قنا في جمهورية مصر العربية. حسب إحصاءات سنة 2006، بلغ إجمالي السكان في حجازة بحري 17691 نسمة، منهم 9003 رجل و8688 امرأة.